# Investors in People
Investors in People (IIP) är en internationellt erkänd standard för kvalitetsutveckling. Det centrala i Investors in People som standard är medarbetarnas kompetens och hur den kommer till nytta i organisationen, faktorer som är avgörande för organisationens attraktions- och konkurrenskraft.
Syftet med standarden är att se till att:
- Kompetensutveckling sammanfaller med och stödjer syfte och mål med verksamheten.
- Cheferna tar ett helhetsgrepp om medarbetarnas utveckling.
- Medarbetarna känner sig engagerade i verksamhetens och sina arbetskamraters utveckling.